# Lucio Cornelio Escipión Asiático (cónsul 83 a. C.)
Lucio Cornelio Escipión Asiático o Asiageno  fue un político y militar de la República romana tardía.

## Familia
De linaje noble e intachable, era bisnieto del general que venció a Antíoco III el Grande en la batalla de Magnesia, Lucio Cornelio Escipión Asiático.

## Carrera política
Aparece mencionado por primera vez en las fuentes en el año 100 a. C., cuando se alzó en armas con los demás miembros del Senado contra Saturnino. En el año 90 a. C., durante la guerra Social, sirvió como legado en el ejército romano escapando a duras penas de Aesernia disfrazado de esclavo durante el sitio de la ciudad efectuado por el general italiano Vettius Scato. En 88 a. C., a la muerte del gran senador y Princeps senatus, Marco Emilio Escauro, le sucedió como augur. Probablemente desempeñó la pretura en 86 a. C. y obtuvo la administración provincial romana propretoriana de Macedonia (85-84 a. C.) desde la que combatió a las tribus ilirias y tracias. Saqueó el Santuario de Delfos.
Perteneciente al partido mariano durante la guerra civil, en 83 a. C. fue nombrado cónsul junto a Cayo Norbano Balbo. Cuando Sila regresó a Italia, Asiageno fue enviado al sur de Italia para contenerle. Sin embargo, Asiageno fue derrotado, sus tropas se pasaron al bando de Sila, y él mismo fue capturado junto a su hijo Lucio, pero fue liberado por Sila poco después; aunque en el año 82 a. C. fue proscrito, tras lo cual huyó a Massilia, donde pasó el resto de vida.
Tuvo también una hija que se casó con Publio Sestio. Cicerón habla favorablemente de los dotes de oratoria de Asiageno.